# 대한민국 민법 제800조
대한민국 민법 제800조는 약혼의 자유에 대한 민법 친족법 조문이다. 

## 조문
제800조(약혼의 자유) 성년에 달한 자는 자유로 약혼할 수 있다.

第800條(約婚의 自由) 成年에 達한 者는 自由로 約婚할 수 있다.

## 참고 문헌
- 오현수, 일본민법, 진원사, 2014. ISBN 978-89-6346-345-2
- 오세경, 대법전, 법전출판사, 2014 ISBN 978-89-262-1027-7
- 이준현, LOGOS 민법 조문판례집, 미래가치, 2015. ISBN 979-1-155-02086-9